# Tetrastichus periplanetae
Tetrastichus periplanetae är en stekelart som beskrevs av Crawford 1910. Tetrastichus periplanetae ingår i släktet Tetrastichus och familjen finglanssteklar.
Artens utbredningsområde är:
- Jamaica.
- Moçambique.
- Puerto Rico.
- Venezuela.

Inga underarter finns listade i Catalogue of Life.